# Anton von Scudier
Anton Freiherr von Scudier (n. 2 ianuarie 1818, Villach, Carintia – d. 31 mai 1900, Viena) a fost un Feldmarschalleutnant  al armatei austro-ungare și comandant al cetății Timișoara.

## Viața
Scudier a fost fiul unui ofițer și ginerele lui Joseph von Scheda. După ce a absolvit Academia Militară Tereziană din Wiener Neustadt (urmată între 1829–1837) cu gradul de sublocotenent, a fost repartizat la regimentul de infanterie 47 la Bologna. În 1838 a fost avansat locotenent, iar din 1839 a fost alocat serviciului general de intendență din Italia. În 1845 Scudier a fost avansat locotenent-major și mutat la Viena.
În aprilie 1848, la izbucnirea Revoluției Maghiare din 1848, Scudier se afla la Cracovia, având gradul de căpitan. A făcut campania din Ungaria ca maior. În bătălia de la Budimír  a fost rănit și luat prizonier. În 1849 și-a demonstrat valoarea în bătălia de la Seghedin pentru care a fost decorat cu Crucea de Merit Militar. Ulterior a fost numit referent militar la statul-major din Brno. În 1851 a fost avansat locotenent-colonel și a revenit la statul-major general din Viena, unde la comandamentul armatei s-a ocupat de reforma instituțiilor de învățământ militar, în anii 1851-1852 elaborând un plan de reformă valabil până în 1868. Colonel din 1854, în 1859 a fost mutat la statul-major general al Corpului 4 de armată de la Liov, iar apoi, ca general-maior, la Corpul 8 de armată, iar în final la statul-major general al Armatei a 2-a din Italia. În 1859, după bătălia de la Solferino, a fost decorat cu Ordinul Coroana de Fier, clasa a II-a. În același an a fost înnobilat cu titlul de von Scudier (Scudo = Scut).

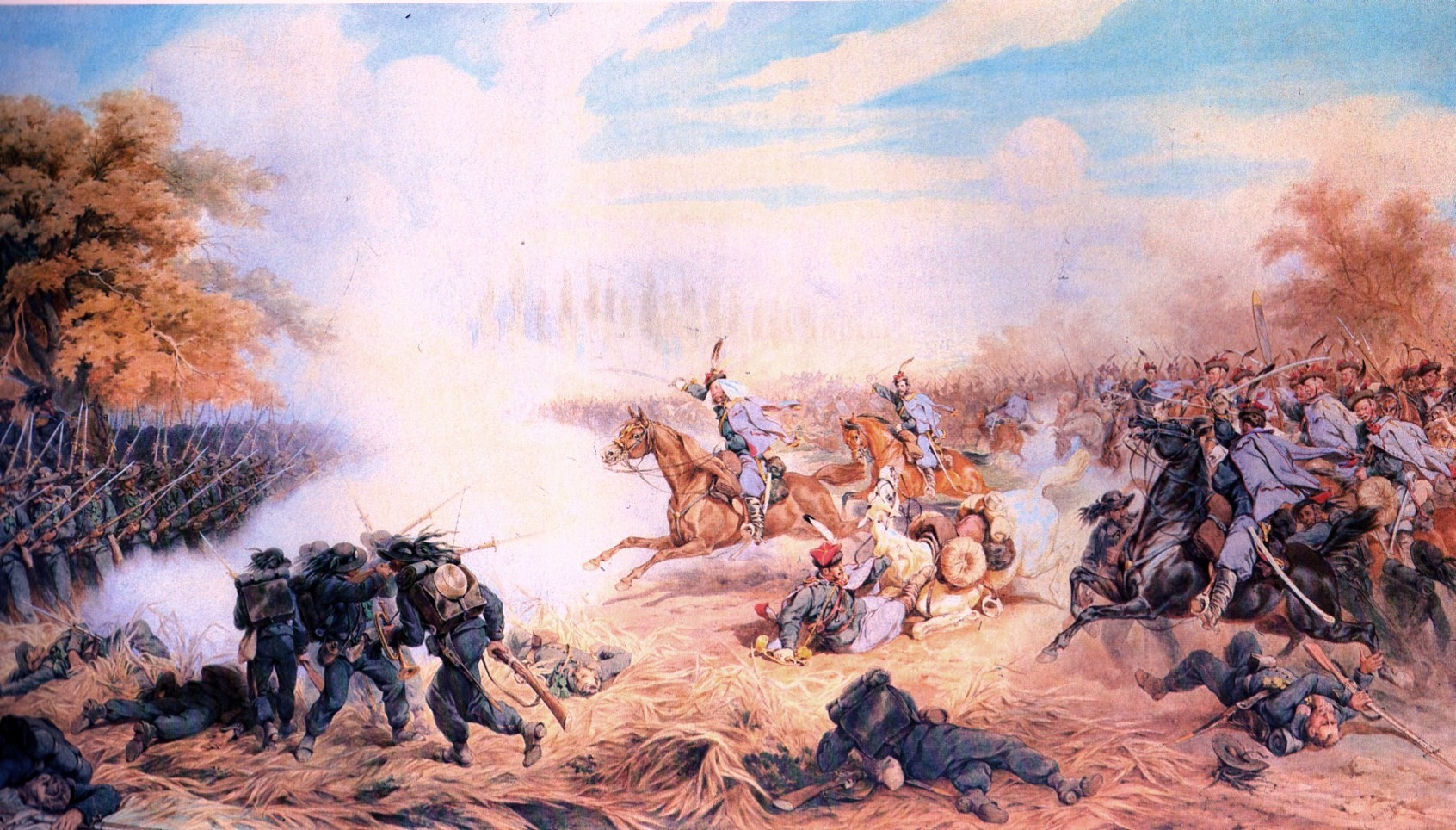
Bătălia de la Custozza, 1866

În 1860, a fost numit comandant militar în Triest, apoi general de brigadă și comandant al cetății Pula. În 1862 era la Corpul 5 de armată la Verona, apoi la Peschiera, iar în 1866 la Corpul 7 de armată la Mantova. După Bătălia de la Custozza (1866) a fost deferit Curții Marțiale pentru o schimbare de poziție din proprie inițiativă și condamnat la moarte, dar în curând a fost reabilitat.
În 1867 era Feldmarschalleutnant și comandant al diviziei 17 la Komárom, iar din 1869 comandant militar al cetății Timișoara. De la 26 iunie 1871 și până la 1 noiembrie 1878 a fost comandant militar general al Banatului, însărcinat cu desființarea frontierei militare a Banatului spre Regatul Ungariei și cu introducerea administrației civile. În 1873 a fost decorat cu Ordinul Coroana de Fier, clasa I. Pentru serviciile sale la dezvoltarea Timișoarei, orașul i-a ridicat o statuie în parcul care-i purta numele.
Din 1876 a fost la comanda Regimentului 29 infanterie. Din 1878 a fost Feldzeugmeister onorific în retragere și s-a dedicat unor sarcini științifice și economice. Din 1880 a fost membru al Clubului de Științe din Viena. În 1881 a fost în juriul Congresului internațional de geografie de la Veneția, președinte al secțiunii de matematică. Din 1886 a fost președintele consiliului de administrație din Viena al Căilor Ferate de Stat din Austro-Ungaria (StEG).
În 1890 a stârnit mult interes procesul intentat de el ziarului Das Vaterland (română Patria), care-l acuzase de corupție, proces câștigat de el.

## Decorații și onoruri

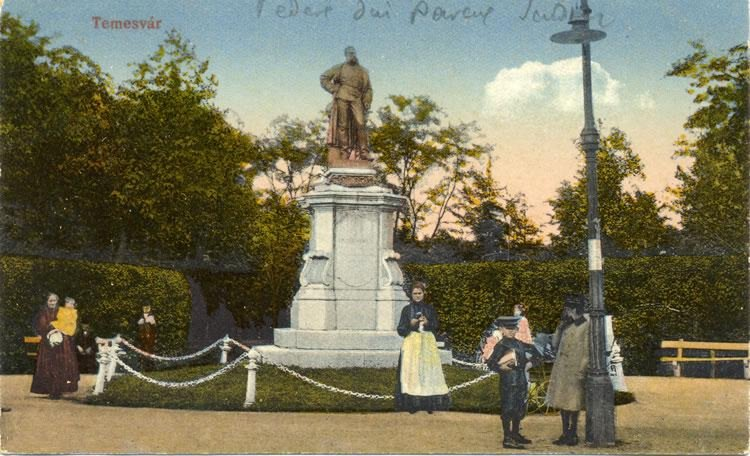
Statuia lui Scudier, înainte de 1918

- Crucea de Merit Militar (3 august 1849)[3]
- Ordinul Coroana de Fier, clasa a II-a (15 august 1849)[4]
- Ordinul Coroana de Fier, clasa I (1873)[3]
- Cetățean de onoare al orașului Timișoara[5]
- Cetățean de onoare al orașului Weißkirchen in Steiermark[5]
- Parcul Central „Anton Scudier” din Timișoara îi poartă numele.[5][6][7]
- A avut o statuie în Parcul Scudier.[5]